# Якубовка (Винницкая область)
Яку́бовка (укр. Якубівка) — село на Украине, находится в Ильинецком районе Винницкой области. 
Код КОАТУУ — 0521289203. Население по переписи 2001 года составляет 422 человека. Почтовый индекс — 22720. Телефонный код — 4345. Занимает площадь 1,47 км².
Зона метеорита «Іллінецька астроблема»